# Australische Cricket-Nationalmannschaft in Sri Lanka in der Saison 1982/83
Die Tour der australischen Cricket-Nationalmannschaft nach Sri Lanka in der Saison 1982/83 fand vom 13. bis zum 26. April 1983 statt. Die internationale Cricket-Tour war Bestandteil der Internationalen Cricket-Saison 1982/83 und umfasste einen Tests und vier ODIs. Australien gewann die Test-Serie 0–1, während Sri Lanka die ODI-Serie 2–0 gewann.

## Vorgeschichte
Sri Lanka spielte zuvor eine Tour in Neuseeland, Australien ein ODI gegen Neuseeland.
Es war das erste Aufeinandertreffen der beiden Mannschaften bei einer Tour, seit dem Sri Lanka als Vollmitglied des International Cricket Council aufgenommen wurde. Vorhergehende Aufeinandertreffen fanden zumeist auf den Reisen von oder zu England statt, das letzte Mal auf der Tour 1981.

## Stadien
Die folgenden Stadien wurden für die Tour als Austragungsort vorgesehen.

## Kaderlisten
| Test | Test | ODI | ODI |
| Sri Lanka | Australien | Sri Lanka | Australien |
| --- | --- | --- | --- |
| - Roy Dias - Susil Fernando - Roshan Guneratne - Ranjan Madugalle - Chaminda Mendis - Arjuna Ranatunga - Rumesh Ratnayake - Sidath Wettimuny - Guy deAlwis - Ashantha deMel - Somachandra deSilva | - Allan Border - Greg Chappell - Tom Hogan - Rodney Hogg - David Hookes - Dennis Lillee - Kepler Wessels - Graeme Wood - Roger Woolley - Graham Yallop - Bruce Yardley | - Roy Dias - Susil Fernando - Vinothen John - Brendon Kuruppu - Ranjan Madugalle - Chaminda Mendis - Arjuna Ranatunga - Ravi Ratnayake - Rumesh Ratnayeke - Sidath Wettimuny - Guy de Alwis - Ashantha de Mel - Somachandra de Silva - Granville de Silva | - Allan Border - Greg Chappell - Tom Hogan - Rodney Hogg - David Hookes - Dennis Lillee - John Maguire - Steve Smith - Kepler Wessels - Graeme Wood - Roger Woolley - Graham Yallop - Bruce Yardley |

## One-Day Internationals

### Erstes ODI in Colombo
| 13. April Scorecard | Colombo (PSS) | Australien 168-9 (45/45)        | – | Sri Lanka 169-8 (44.1/45) |
|                     |               | Sri Lanka gewinnt mit 2 Wickets |   |                           |

### Zweites ODI in Colombo
| 16. April Scorecard | Colombo (PSS) | Australien 207-5 (45/45)        | – | Sri Lanka 213-6 (43.2/45) |
|                     |               | Sri Lanka gewinnt mit 4 Wickets |   |                           |

### Drittes ODI in Colombo
| 29. April Scorecard | Colombo (SSC) | Australien 194-5 (39.2) | – | Sri Lanka |
|                     |               | No result               |   |           |

### Viertes ODI in Colombo
| 30. April Scorecard | Colombo (SSC) | Australien 124-3 (19.2) | – | Sri Lanka |
|                     |               | No result               |   |           |

## Test in Kandy
| 22. – 26. April Scorecard | Kandy (AS) | Australien 514-4d (131)                          | – | Sri Lanka 271 (72.5) & 205 (65.2) (f/o) |
|                           |            | Australien gewinnt mit einem Innings und 38 Runs |   |                                         |